# Vallo Orientale

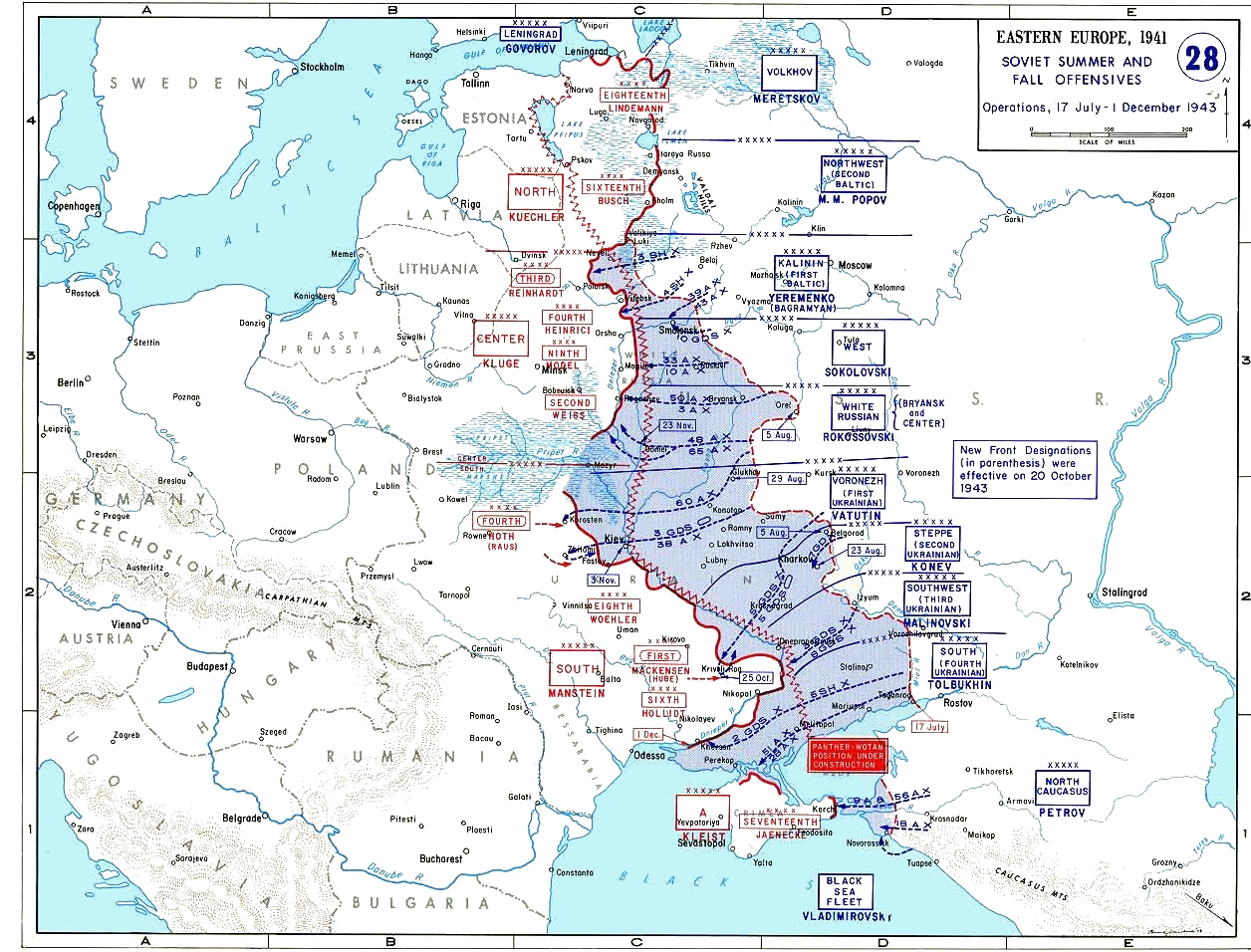
Il Vallo Orientale.

Il Vallo Orientale (detto anche linea Panther-Wotan) era una linea difensiva tedesca concepita durante la seconda guerra mondiale.
La linea aveva l'obiettivo per i tedeschi di arrestare l'offensiva sovietica, dopo le sconfitte della battaglia di Stalingrado e di Kursk.
Il vallo partiva dal mar Baltico, attraversando la Russia, costeggiando il fiume Dniepr in Ucraina; esso doveva costituire una linea di difesa ad est dell'Europa occidentale per l'avanzata dell'Armata Rossa. Verso la fine del 1943 Hitler ordinò la sua completa fortificazione ma, vista l'enormità dell'impresa, la scarsità di uomini e di materiali e l'avanzata delle forze sovietiche, che raggiunsero la zona destinata alla costruzione dell'opera, non fu possibile approntarlo per renderlo efficace.